# Likabanan
Likabanan (kroatiska: Lička pruga) är en järnvägssträcka i Kroatien. Den går från stationen i staden Oštarije genom regionen Lika till Knin där den ansluter till Dalmatienbanan. Från Knin går även en regionaljärnvägslinje ut till staden Zadar. Linjen är oelektrifierad och enkelspårig.